# Harpax

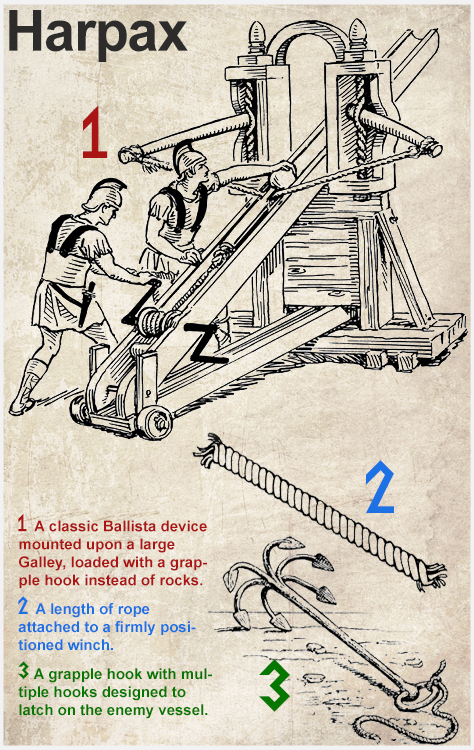
Un harpax et ses éléments constitutifs.

Le harpax ou harpagos (grec koinè : ἅρπαγα, lit. « qui saisit, voleur » ; au génitif, ἅρπαγος, harpagos) est un grappin romain lancé par une catapulte, créé par Marcus Vipsanius Agrippa pour être utilisé contre Sextus Pompée pendant les batailles navales de la révolte sicilienne.

## Utilisation
Le harpax permet de harponner puis treuiller un navire ennemi en vue de son abordage. Il est d’abord déployé à la bataille de Nauloque en 36 av. J.-C. Appien explique que le dispositif était « appelé la griffe », formé d'une pièce de bois longue de cinq coudées, liée avec du fer et ayant des anneaux aux extrémités. À l’un de ces anneaux, la griffe elle-même, une griffe de fer, était attaché aux autres nombreuses cordes, qui la tirait par la puissance de la machine après qu’il avait été lancé par une catapulte et s'était accroché aux navires de l’ennemi »,.
Le harpax avait un net avantage sur le dispositif d’abordage naval traditionnel, le corvus ou corbeau d'abordage, en ce sens qu’il était beaucoup plus léger. On estime que la passerelle d'abordage des corvus pesait une tonne. Le harpax, lui, pouvait être lancé sur de longues distances en raison de son poids léger, et était propulsé par une baliste s'il s'agissait d'un dard lourd. En outre, le harpax était composé de bandes de fer qui ne pouvaient pas être coupées, et les cordes ne pouvaient pas être coupées en raison de la longueur du grappin de fer. Appien note que « comme cet appareil n’avait jamais été rencontré auparavant, l’ennemi ne s’était pas pourvu de faucilles montées sur des perches ».
Le total des pertes fournit une image générale de l’efficacité de l’outil : Sextus Pompée perd 180 d’une force totale de 300 navires de guerre - 28 éperonnés et 155 capturés ou incendiés.